# Jared Anderson
Jared W. Anderson (ur. 28 grudnia 1975, zm. 14 października 2006) – amerykański muzyk, kompozytor, wokalista i instrumentalista. Anderson sławę zyskał jako basista i wokalista w grupie muzycznej Morbid Angel oraz Hate Eternal. Ponadto był założycielem grupy Internecine. W 2006 roku Anderson nawiązał współpracę z Steve'em Tuckerem – byłym basistą i wokalistą Morbid Angel. Efektem współpracy był projekt As One..., którego działalność przerwała nagła śmierć Andersona w październiku 2006 roku.
Wydany w 2008 roku album formacji Hate Eternal pt. Fury and Flames został zadedykowany pamięci Andersona.

## Dyskografia
- Hate Eternal – Conquering the Throne (1999, gitara basowa, śpiew)
- Internecine – The Book of Lambs (2001, gitara elektryczma, gitara basowa, śpiew)
- Hate Eternal – King of All Kings (2002, gitara basowa, śpew)